# Orahovo
Orahovo är ett samhälle i Bosnien och Hercegovina.   Det ligger i entiteten Republika Srpska, i den sydöstra delen av landet, 50 km sydost om huvudstaden Sarajevo. Orahovo ligger 522 meter över havet och antalet invånare är 358.
Terrängen runt Orahovo är huvudsakligen kuperad, men söderut är den bergig. Orahovo ligger nere i en dal. Närmaste större samhälle är Foča, 3,4 km väster om Orahovo. 
I omgivningarna runt Orahovo växer i huvudsak blandskog. Runt Orahovo är det ganska tätbefolkat, med 67 invånare per kvadratkilometer.